# Alfred Garneau
Pour les articles homonymes, voir Garneau.
Alfred Garneau (20 décembre 1836 à Québec - 3 mars 1904 à Montréal) est un historien, un traducteur, et un poète québécois.
Il est le fils aîné du célèbre historien François-Xavier Garneau et de Marie Esther Bilodeau. 

## Biographie
Alfred Garneau étudie au petit séminaire de Québec entre 1847 et 1853. C'est pendant cette période qu'il publie, dans l'édition du 14 juillet 1852 du journal étudiant L'Abeille son premier poème intitulé Mon songe.  
En 1856, Garneau entreprend des études en droit à l'Université Laval tout en travaillant en collaboration avec son père sur la troisième édition de l'ouvrage Histoire du Canada. Il est admis au barreau en décembre 1860.  
Alfred Garneau se marie avec Élodie Globensky (1837-1927) et le couple aura dix enfants. 

## Carrière professionnelle
En 1862, Alfred Garneau est nommé traducteur adjoint au Parlement du Canada et devient quelques années plus tard chef des traducteurs du Sénat. À Ottawa, il se lie d'amitié avec certains individus notables, dont Louis-Joseph Papineau, Pierre-Joseph-Olivier Chauveau et Antoine Guérin-Lajoie.
Parallèlement à son emploi de traducteur, Alfred Garneau continue de préparer, avec son père, la quatrième édition de Histoire du Canada. Il poursuit ce travail à la suite de la mort de son père en 1866 et la quatrième édition paraît à Montréal en 1882. Alfred Garneau et Pierre-Joseph Olivier Chauveau font aussi paraître, en 1881, une nouvelle édition d'un Abrégé de l’histoire du Canada depuis sa découverte jusqu’à 1840, à l’usage des maisons d’éducation publié originellement en 1856 par François-Xavier Garneau. 
Bien qu'il demeure poète à ses heures, Alfred Garneau ne laisse paraître que quelques pièces de son vivant, notamment dans Le Foyer canadien et La Revue canadienne au début des années 1860. 

## Postérité
L'un de ses fils, Hector Garneau, rassemble de nombreux poèmes composés par son père et les publie en 1906, soit deux ans après la mort d'Alfred Garneau. La poésie de Garneau est plus intimiste que patriotique, ce qui le distingue des poètes du XIXe siècle.
Un fonds d'archives portant sur Alfred Garneau est conservé au Centre de recherche en civilisation canadienne française de l'Université d'Ottawa.